# اسپوکان، میزوری
اسپوکان (به انگلیسی: Spokane) یک منطقهٔ مسکونی در ایالات متحده آمریکا است که در شهرستان کریستین، میزوری واقع شده‌است. اسپوکان ۲٫۱۸ کیلومتر مربع مساحت و ۱۷۷ نفر جمعیت دارد و ۴۰۷ متر بالاتر از سطح دریا واقع شده‌است.